# Время её сыновей
«Время её сыновей» — советский двухсерийный кинофильм 1974 года, снятый режиссёром Виктором Туровым на киностудии «Беларусьфильм».
Премьера фильма состоялась 16 февраля 1976 года. Прокат — 8,6 млн. зрителей.

## Сюжет
Четверо братьев из семьи Гуляевых встречаются в деревне, где их мать и старший брат живут. Они все стали преуспевающими людьми в различных областях, но один из братьев, Иван, узнает о том, что его брат Павел болен неизлечимо. В гостях у Петра братья вспоминают свои детские годы и переживания и обсуждают свои отношения. В деревне братья встречают свою мать, что заставляет Ивана переосмыслить свою жизнь и отношения с близкими. Всё это становится временем их совместного проживания и понимания друг друга.

## В ролях
- Вера Кузнецова — Гуляева, мать
- Николай Гриценко — Антон Трофимович Гуляев, старший из братьев, бригадир колхоза, депутат
- Бронюс Бабкаускас — Пётр Трофимович Гуляев, шахтёр
- Юрий Горобец — Павел Трофимович Гуляев, главный инженер крупного завода
- Александр Лазарев — Иван Трофимович Гуляев, врач-онколог, кандидат медицинских наук, младший из братьев
- Ольга Лысенко — Евгения Георгиевна Светлова, бывшая возлюбленная Ивана Гуляева, врач
- Регина Зданавичюте — Ксения Гуляева, жена петра
- Тамара Муженко — Екатерина Гуляева
- Надежда Семенцова — Антонина Гуляева
- Михаил Езепов — Пётр Петрович Гуляев, Пётр-младший, шахтёр
- Альгимантас Масюлис — Бронислав Литовко, начальник шахты
- Александр Назаров — Станислав Казимирович Кубик, инженер
- Анатолий Ромашин — Эдуард Макарович Михалевич, врач, руководитель Ивана Гуляева
- Владимир Золотухин — врач
- Владимир Лаптев — кинолог

## Съёмочная группа
- Режиссёр: Виктор Туров
- Сценаристы: Арнольд Каштанов, Алексей Тулушев, Виктор Туров
- Оператор: Дмитрий Зайцев
- Художник: Владимир Дементьев
- Звукорежиссёр: Гернард Басько
- Композитор: Олег Янченко
- Монтажёр: Е. Аксененко
- Редактор: Римма Гущина